# Presles-et-Boves
 Presles-et-Boves  es una localidad y comuna de Francia, en la región de Picardía, departamento de Aisne, en el distrito de Soissons y cantón de Braine.
Su población en el censo de 1999 era de 343 habitantes.
Está integrada en la Communauté de communes du Val de l'Aisne.

## Demografía
| 289 | 337 | 366 | 309 | 408 | 379 | 402 | 352 | 355 | 326 | 326 | 319 | 307 | 306 | 304 | 271 | 255 | 240 | 259 | 259 | 237 | 268 | 335 | 285 | 230 | 275 | 263 | 273 | 333 | 330 | 347 | 343 | 361 |
| Para los censos de 1962 a 1999 la población legal corresponde a la población sin duplicidades (Fuente: INSEE [Consultar]) |     |     |     |     |     |     |     |     |     |     |     |     |     |     |     |     |     |     |     |     |     |     |     |     |     |     |     |     |     |     |     |     |